# Card Internațional de Identitate pentru Studenți
Cardul Internațional de Identitate pentru Studenți (ISIC) este un card de identitate recunoscut internațional, care atestă statutul de student și oferă beneficii la nivel global. Este destinat studenților, masteranzilor și doctoranzilor care urmează cursuri de zi la instituții de învățământ acreditate. Cardul este valabil 16 luni din luna septembrie și poate include și asigurare medicală sau de călătorie, în funcție de țară.
Carduri similare sunt disponibile și pentru profesori (ITIC) și tineri sub 26 de ani (IYTC), fiecare având condiții și beneficii adaptate.

## Cerințe pentru obținere
- Vârsta minimă: 12 ani (fără limită superioară);
- Cursuri de zi (nu sunt acceptate cursuri serale, fără frecvență sau la distanță);
- Înmatricularea la o instituție acreditată de guvern.

Cardul ISIC este valabil timp de 16 luni, începând din luna septembrie și până la sfârșitul anului calendaristic următor, pentru a se alinia cu structurile anului școlar/universitar.
Deținătorii unui card ISIC pot beneficia de reduceri semnificative la transportul feroviar (până la 90%), abonamente pentru transportul public local, acces la evenimente culturale, precum și la diverse platforme digitale cu scop educațional.  Valabilitatea acestor reduceri poate varia în funcție de oraș sau instituția de învățământ, iar accesul la ele se face prin prezentarea cardului ISIC.

## Istoric
- 1953: Organizația ISIC este înființată la Copenhaga de Uniunea Studenților.
- 1968: Cardul ISIC este recunoscut oficial de UNESCO.
- 1970: Se încheie primele acorduri cu companiile aeriene pentru facilități la zboruri.
- 1989: Cardurile ISIC sunt emise pe suport de plastic, înlocuind documentația pe hârtie.
- 1990: Cardul ISIC începe să fie utilizat și ca card universitar, iar unele instituții de învățământ colaborează prin co-branding pentru a-l emite.
- 2005: ISIC România este înființat.
- 2007: ISIC lansează cardul în colaborare cu Mastercard.
- 2008: Cardurile ISIC își schimbă logo-ul și designul.
- 2016: ISIC introduce ID-ul virtual și aplicația mobilă.
- 2022: ISIC lansează un card cu design vertical și reface aplicația mobilă.
- 2023: ISIC sărbătorește 70 de ani de activitate.[7]